# Eleições legislativas portuguesas de 1980 no distrito de Leiria
| Eleições legislativas portuguesas de 1980 Distritos: Aveiro \| Beja \| Braga \| Bragança \| Castelo Branco \| Coimbra \| Évora \| Faro \| Guarda \| Leiria \| Lisboa \| Portalegre \| Porto \| Santarém \| Setúbal \| Viana do Castelo \| Vila Real \| Viseu \| Açores \| Madeira \| Estrangeiro |

## Resultados por Concelho
Os resultados nos concelhos do Distrito de Leiria foram os seguintes:

### Alcobaça
| Partido                 | Partido                         | Votos  | %               | +/-  |
| ----------------------- | ------------------------------- | ------ | --------------- | ---- |
|                         | Aliança Democrática             | 19 075 | 58,66 / 100,00  | 4,66 |
|                         | Frente Republicana e Socialista | 7 983  | 24,55 / 100,00  | 2,44 |
|                         | Aliança Povo Unido              | 2 811  | 8,64 / 100,00   | 1,52 |
|                         | POUS-PST                        | 826    | 2,54 / 100,00   | 1,51 |
|                         | Outros                          | 1 008  | 3,11 / 100,00   |      |
| Votos Inválidos         | Votos Inválidos                 | 815    | 2,51 / 100,00   | 0,38 |
| Total                   | Total                           | 32 518 | 100,00 / 100,00 |      |
| Eleitorado/Participação | Eleitorado/Participação         | 38 656 | 84,12 / 100,00  | 2,62 |

### Alvaiázere
| Partido                 | Partido                         | Votos | %               | +/-  |
| ----------------------- | ------------------------------- | ----- | --------------- | ---- |
|                         | Aliança Democrática             | 5 582 | 80,36 / 100,00  | 3,32 |
|                         | Frente Republicana e Socialista | 750   | 10,80 / 100,00  | 1,07 |
|                         | Aliança Povo Unido              | 111   | 1,60 / 100,00   | 0,45 |
|                         | Outros                          | 288   | 4,16 / 100,00   |      |
| Votos Inválidos         | Votos Inválidos                 | 215   | 3,10 / 100,00   | 0,41 |
| Total                   | Total                           | 6 946 | 100,00 / 100,00 |      |
| Eleitorado/Participação | Eleitorado/Participação         | 8 413 | 82,56 / 100,00  | 3,26 |

### Ansião
| Partido                 | Partido                         | Votos  | %               | +/-  |
| ----------------------- | ------------------------------- | ------ | --------------- | ---- |
|                         | Aliança Democrática             | 7 496  | 77,16 / 100,00  | 2,82 |
|                         | Frente Republicana e Socialista | 1 441  | 14,83 / 100,00  | 1,42 |
|                         | Aliança Povo Unido              | 284    | 2,92 / 100,00   | 0,14 |
|                         | POUS-PST                        | 113    | 1,16 / 100,00   | 0,11 |
|                         | Outros                          | 213    | 2,19 / 100,00   |      |
| Votos Inválidos         | Votos Inválidos                 | 168    | 1,73 / 100,00   | 0,59 |
| Total                   | Total                           | 9 715  | 100,00 / 100,00 |      |
| Eleitorado/Participação | Eleitorado/Participação         | 11 360 | 85,52 / 100,00  | 2,80 |

### Batalha
| Partido                 | Partido                         | Votos | %               | +/-  |
| ----------------------- | ------------------------------- | ----- | --------------- | ---- |
|                         | Aliança Democrática             | 5 865 | 74,94 / 100,00  | 4,76 |
|                         | Frente Republicana e Socialista | 1 253 | 16,01 / 100,00  | 0,18 |
|                         | Aliança Povo Unido              | 238   | 3,04 / 100,00   | 1,27 |
|                         | POUS-PST                        | 101   | 1,29 / 100,00   | 0,15 |
|                         | Outros                          | 198   | 2,54 / 100,00   |      |
| Votos Inválidos         | Votos Inválidos                 | 171   | 2,19 / 100,00   | 0,96 |
| Total                   | Total                           | 7 826 | 100,00 / 100,00 |      |
| Eleitorado/Participação | Eleitorado/Participação         | 8 894 | 87,99 / 100,00  | 3,06 |

### Bombarral
| Partido                 | Partido                         | Votos  | %               | +/-  |
| ----------------------- | ------------------------------- | ------ | --------------- | ---- |
|                         | Aliança Democrática             | 4 646  | 54,92 / 100,00  | 3,13 |
|                         | Frente Republicana e Socialista | 2 092  | 24,73 / 100,00  | 1,93 |
|                         | Aliança Povo Unido              | 977    | 11,55 / 100,00  | 0,68 |
|                         | POUS-PST                        | 184    | 2,17 / 100,00   | 1,13 |
|                         | Outros                          | 299    | 3,54 / 100,00   |      |
| Votos Inválidos         | Votos Inválidos                 | 262    | 3,10 / 100,00   | 0,48 |
| Total                   | Total                           | 8 460  | 100,00 / 100,00 |      |
| Eleitorado/Participação | Eleitorado/Participação         | 10 419 | 81,20 / 100,00  | 3,01 |

### Caldas da Rainha
| Partido                 | Partido                         | Votos  | %               | +/-  |
| ----------------------- | ------------------------------- | ------ | --------------- | ---- |
|                         | Aliança Democrática             | 14 745 | 57,86 / 100,00  | 3,45 |
|                         | Frente Republicana e Socialista | 6 204  | 24,35 / 100,00  | 0,73 |
|                         | Aliança Povo Unido              | 2 514  | 9,87 / 100,00   | 1,46 |
|                         | POUS-PST                        | 572    | 2,24 / 100,00   | 1,08 |
|                         | Outros                          | 962    | 3,76 / 100,00   |      |
| Votos Inválidos         | Votos Inválidos                 | 485    | 1,90 / 100,00   | 1,14 |
| Total                   | Total                           | 25 482 | 100,00 / 100,00 |      |
| Eleitorado/Participação | Eleitorado/Participação         | 30 958 | 82,31 / 100,00  | 2,82 |

### Castanheira de Pera
| Partido                 | Partido                         | Votos | %               | +/-  |
| ----------------------- | ------------------------------- | ----- | --------------- | ---- |
|                         | Frente Republicana e Socialista | 1 562 | 47,10 / 100,00  | 3,70 |
|                         | Aliança Democrática             | 1 205 | 36,34 / 100,00  | 4,95 |
|                         | Aliança Povo Unido              | 184   | 5,55 / 100,00   | 2,80 |
|                         | POUS-PST                        | 130   | 3,92 / 100,00   | 2,75 |
|                         | União Democrática Popular       | 40    | 1,21 / 100,00   | 0,08 |
|                         | Outros                          | 83    | 2,49 / 100,00   |      |
| Votos Inválidos         | Votos Inválidos                 | 112   | 3,37 / 100,00   | 0,80 |
| Total                   | Total                           | 3 316 | 100,00 / 100,00 |      |
| Eleitorado/Participação | Eleitorado/Participação         | 3 934 | 84,29 / 100,00  | 2,54 |

### Figueiró dos Vinhos
| Partido                 | Partido                         | Votos | %               | +/-  |
| ----------------------- | ------------------------------- | ----- | --------------- | ---- |
|                         | Aliança Democrática             | 4 387 | 74,97 / 100,00  | 4,27 |
|                         | Frente Republicana e Socialista | 872   | 14,90 / 100,00  | 0,84 |
|                         | Aliança Povo Unido              | 161   | 2,75 / 100,00   | 1,01 |
|                         | Outros                          | 246   | 4,21 / 100,00   |      |
| Votos Inválidos         | Votos Inválidos                 | 186   | 3,18 / 100,00   | 0,71 |
| Total                   | Total                           | 5 852 | 100,00 / 100,00 |      |
| Eleitorado/Participação | Eleitorado/Participação         | 7 064 | 82,84 / 100,00  | 4,56 |

### Leiria
| Partido                 | Partido                         | Votos  | %               | +/-  |
| ----------------------- | ------------------------------- | ------ | --------------- | ---- |
|                         | Aliança Democrática             | 38 641 | 68,75 / 100,00  | 3,80 |
|                         | Frente Republicana e Socialista | 10 362 | 18,44 / 100,00  | 0,72 |
|                         | Aliança Povo Unido              | 3 453  | 6,14 / 100,00   | 1,02 |
|                         | POUS-PST                        | 746    | 1,33 / 100,00   | 0,39 |
|                         | Outros                          | 1 763  | 3,13 / 100,00   |      |
| Votos Inválidos         | Votos Inválidos                 | 1 240  | 2,21 / 100,00   | 0,72 |
| Total                   | Total                           | 56 205 | 100,00 / 100,00 |      |
| Eleitorado/Participação | Eleitorado/Participação         | 64 457 | 87,20 / 100,00  | 2,43 |

### Marinha Grande
| Partido                 | Partido                         | Votos  | %               | +/-  |
| ----------------------- | ------------------------------- | ------ | --------------- | ---- |
|                         | Aliança Povo Unido              | 7 153  | 38,23 / 100,00  | 1,21 |
|                         | Frente Republicana e Socialista | 5 104  | 27,28 / 100,00  | 0,58 |
|                         | Aliança Democrática             | 4 875  | 26,05 / 100,00  | 2,62 |
|                         | União Democrática Popular       | 379    | 2,03 / 100,00   | 0,64 |
|                         | POUS-PST                        | 347    | 1,85 / 100,00   | 0,92 |
|                         | Outros                          | 378    | 2,02 / 100,00   |      |
| Votos Inválidos         | Votos Inválidos                 | 476    | 2,55 / 100,00   | 0,58 |
| Total                   | Total                           | 18 712 | 100,00 / 100,00 |      |
| Eleitorado/Participação | Eleitorado/Participação         | 21 622 | 86,54 / 100,00  | 1,77 |

### Nazaré
| Partido                 | Partido                         | Votos  | %               | +/-  |
| ----------------------- | ------------------------------- | ------ | --------------- | ---- |
|                         | Frente Republicana e Socialista | 4 015  | 44,07 / 100,00  | 1,96 |
|                         | Aliança Democrática             | 3 192  | 35,04 / 100,00  | 2,89 |
|                         | Aliança Povo Unido              | 1 013  | 11,12 / 100,00  | 0,64 |
|                         | União Democrática Popular       | 264    | 2,90 / 100,00   | 1,33 |
|                         | POUS-PST                        | 232    | 2,55 / 100,00   | 2,14 |
|                         | Outros                          | 170    | 1,86 / 100,00   |      |
| Votos Inválidos         | Votos Inválidos                 | 224    | 2,46 / 100,00   | 0,74 |
| Total                   | Total                           | 9 110  | 100,00 / 100,00 |      |
| Eleitorado/Participação | Eleitorado/Participação         | 11 258 | 80,92 / 100,00  | 1,99 |

### Óbidos
| Partido                 | Partido                         | Votos | %               | +/-  |
| ----------------------- | ------------------------------- | ----- | --------------- | ---- |
|                         | Aliança Democrática             | 2 874 | 47,47 / 100,00  | 4,79 |
|                         | Frente Republicana e Socialista | 1 861 | 30,74 / 100,00  | 3,87 |
|                         | Aliança Povo Unido              | 581   | 9,60 / 100,00   | 1,50 |
|                         | POUS-PST                        | 221   | 3,65 / 100,00   | 2,53 |
|                         | Partido Trabalhista             | 79    | 1,30 / 100,00   | -    |
|                         | União Democrática Popular       | 77    | 1,27 / 100,00   | 0,13 |
|                         | Outros                          | 135   | 2,23 / 100,00   |      |
| Votos Inválidos         | Votos Inválidos                 | 226   | 3,73 / 100,00   | 1,16 |
| Total                   | Total                           | 6 054 | 100,00 / 100,00 |      |
| Eleitorado/Participação | Eleitorado/Participação         | 7 806 | 77,56 / 100,00  | 4,27 |

### Pedrogão Grande
| Partido                 | Partido                         | Votos | %               | +/-  |
| ----------------------- | ------------------------------- | ----- | --------------- | ---- |
|                         | Aliança Democrática             | 2 930 | 75,63 / 100,00  | 7,70 |
|                         | Frente Republicana e Socialista | 533   | 13,76 / 100,00  | 3,33 |
|                         | Aliança Povo Unido              | 100   | 2,58 / 100,00   | 0,97 |
|                         | POUS-PST                        | 64    | 1,65 / 100,00   | 0,23 |
|                         | Outros                          | 140   | 3,62 / 100,00   |      |
| Votos Inválidos         | Votos Inválidos                 | 107   | 2,76 / 100,00   | 2,02 |
| Total                   | Total                           | 3 874 | 100,00 / 100,00 |      |
| Eleitorado/Participação | Eleitorado/Participação         | 4 794 | 80,81 / 100,00  | 0,36 |

### Peniche
| Partido                 | Partido                         | Votos  | %               | +/-  |
| ----------------------- | ------------------------------- | ------ | --------------- | ---- |
|                         | Aliança Democrática             | 5 765  | 38,22 / 100,00  | 0,76 |
|                         | Frente Republicana e Socialista | 5 310  | 35,20 / 100,00  | 0,96 |
|                         | Aliança Povo Unido              | 2 796  | 18,54 / 100,00  | 2,12 |
|                         | POUS-PST                        | 379    | 2,51 / 100,00   | 1,82 |
|                         | União Democrática Popular       | 165    | 1,09 / 100,00   | 0,37 |
|                         | Outros                          | 328    | 2,17 / 100,00   |      |
| Votos Inválidos         | Votos Inválidos                 | 341    | 2,26 / 100,00   | 0,45 |
| Total                   | Total                           | 15 084 | 100,00 / 100,00 |      |
| Eleitorado/Participação | Eleitorado/Participação         | 17 742 | 85,02 / 100,00  | 1,06 |

### Pombal
| Partido                 | Partido                         | Votos  | %               | +/-  |
| ----------------------- | ------------------------------- | ------ | --------------- | ---- |
|                         | Aliança Democrática             | 19 481 | 68,69 / 100,00  | 4,62 |
|                         | Frente Republicana e Socialista | 5 130  | 18,09 / 100,00  | 1,55 |
|                         | Aliança Povo Unido              | 1 061  | 3,74 / 100,00   | 0,65 |
|                         | POUS-PST                        | 609    | 2,15 / 100,00   | 0,79 |
|                         | União Democrática Popular       | 284    | 1,00 / 100,00   | 0,17 |
|                         | Outros                          | 773    | 2,72 / 100,00   |      |
| Votos Inválidos         | Votos Inválidos                 | 1 023  | 3,61 / 100,00   | 1,36 |
| Total                   | Total                           | 28 361 | 100,00 / 100,00 |      |
| Eleitorado/Participação | Eleitorado/Participação         | 37 792 | 75,04 / 100,00  | 5,42 |

### Porto de Mós
| Partido                 | Partido                         | Votos  | %               | +/-  |
| ----------------------- | ------------------------------- | ------ | --------------- | ---- |
|                         | Aliança Democrática             | 9 174  | 67,08 / 100,00  | 3,05 |
|                         | Frente Republicana e Socialista | 2 581  | 18,87 / 100,00  | 0,66 |
|                         | Aliança Povo Unido              | 982    | 7,18 / 100,00   | 1,90 |
|                         | POUS-PST                        | 216    | 1,58 / 100,00   | 0,66 |
|                         | União Democrática Popular       | 145    | 1,06 / 100,00   | 0,37 |
|                         | Outros                          | 299    | 2,19 / 100,00   |      |
| Votos Inválidos         | Votos Inválidos                 | 279    | 2,04 / 100,00   | 0,49 |
| Total                   | Total                           | 13 676 | 100,00 / 100,00 |      |
| Eleitorado/Participação | Eleitorado/Participação         | 15 657 | 87,35 / 100,00  | 2,07 |